# Атос
Ато́с (фр. Athos), он же — Оливье, граф де Ла Фер (фр. Olivier, comte de La Fère; около 1599 — после 1661, или после 1664) — королевский мушкетёр, персонаж ряда произведений Александра Дюма: романов «Три мушкетёра», «Двадцать лет спустя» и «Виконт де Бражелон, или Десять лет спустя», пьес «Юность мушкетёров», «Мушкетёры» и «Узник Бастилии». Его имя присвоено астероиду (227930) Атос.
В «Трёх мушкетёрах» наряду с Портосом и Арамисом является другом д’Артаньяна, главного героя книг о мушкетёрах. У него таинственное прошлое, связывающее его с отрицательной героиней леди Винтер (Миледи).
«Воспоминания», о которых Дюма говорит в предисловии, будто он просто опубликовал их в виде книги, по его словам, написаны графом де Ла Фер. То есть именно Атос является рассказчиком в «Трёх мушкетёрах».

## Характеристика персонажа
Атос является самым старшим мушкетёром, играет роль отца-наставника для других мушкетёров. В романах он описан как благородный и статный, но также и очень скрытный человек, топящий свои печали в вине. Атос более остальных склонен к грусти и меланхолии.
При этом Атос впервые встретился с д’Артаньяном, когда тот бросился в погоню за незнакомцем из Менга, и даже вызвал его на дуэль, которая, однако, не состоялась из-за появления гвардейцев кардинала Ришельё.
К концу романа «Три мушкетера» открывается, что он был мужем Миледи до того, как она вышла замуж за лорда Винтера. Более того, Атос в самом романе осуждает на казнь свою бывшую жену, которая находит в д’Артаньяне нового врага.
В последующих двух романах он открыто известен как граф де Ла Фер, пришедший на помощь королю Англии Карлу Стюарту, и отец юного героя Рауля, виконта де Бражелона, матерью которого является герцогиня де Шеврёз. Личное имя Атоса в романах не раскрывается. Тем не менее, в пьесе Дюма «Юность мушкетёров» юная миледи, звавшаяся тогда Шарлоттой, называет тогдашнего виконта де Ла Фер Оливье, так что можно предположить, что это и есть имя Атоса (Арамиса звали Рене, а имя Портоса так и не раскрывается). В главе романа, в которой пьяный Атос рассказывает историю о своей женитьбе становится известно, что он родом из провинции Берри.
Псевдоним Атоса совпадает с французским названием горы Афон (фр. Athos), что упоминается в 13-й главе «Трёх мушкетёров», где комиссар в Бастилии говорит: «Но это не имя человека, а название горы». Его титул, граф де Ла Фер, связан с личными владениями короля Генриха IV, которые после наследовал его сын — Луи XIII, а после его смерти — Анна Австрийская. Титул графа де Ла Фер существовал, и был пожалован испанским королём Жаку де Коласу, вице-сенешалю де Монтелимар, военному и государственному деятелю времен Религиозных войн (о нем см. Edouard Colas De La Noue «Un Ligueur: Le Comte de la Fere»).
Возраст Атоса упоминается напрямую в книге «Двадцать лет спустя», где он в 1648 году произносит фразу «Я ещё молод, не правда ли; несмотря на мои сорок девять лет, меня все ещё можно узнать?». Подтверждается это и в книге «Десять лет спустя», где упоминается, что ему 62 года, при том, что действие происходит в 1661 году. Тем не менее в «Трех мушкетерах» Дюма неоднократно упоминает что Атосу по меньшей мере 30 лет.

## Прототип
Прототипом Атоса является мушкетёр Арман де Сийег д’Атос д’Отвиль (фр. Armand de Sillègue d'Athos d'Auteville; 1615—1643), хотя в действительности они имеют мало общего, кроме имени. Как и прототипы Арамиса и Портоса, он был дальним родственником капитана-лейтенанта (фактического командира) роты гасконца де Тревиля (Жан-Арман дю Пейре, граф де Труавиль).
Родина Атоса — коммуна Атос-Аспис в департаменте Атлантические Пиренеи. Его род происходил от светского капеллана Аршамбо де Сийег, сына торговца Тамоне Сийега, купившего в 1557 году у короны поместья Атос и Казабер. В конце XVI века Аршамбо принадлежал в Атосе «доменжадюр» (фр. domenjadur) — господский дом. Его сын Бертран де Сийег д’Атос (ум. 1613) был женат на Катрин де Мунье, а внук Адриан де Сийег д’Атос, владелец Отвиля и Казабера — на демуазель дю Пейре, дочери «купца и присяжного заседателя» в Олороне и двоюродной сестре де Тревиля. У них и родился мальчик, ставший прототипом Атоса. Будучи троюродным племянником капитана мушкетёров, он вступил в его роту около 1641 года. Но мушкетёром в Париже он прожил недолго. Он был найден убитым на дуэли вблизи рынка Пре-о-Клер 22 декабря 1643 года.
Деревушка Атос до сих пор существует, она расположена на правом берегу горной реки Олорон между Совтер-де-Беарн и Ораасом.
Существует мнение, что за характером каждого персонажа-мушкетёра (помимо исторического лица, имеющего мало отношения к своему тезке-персонажу) стоит кто-либо из парижских друзей-литераторов автора; так, прообразом Атоса является его близкий друг Адольф Лёвен: «В Атосе воплотились черты старшего друга Дюма, Адольфа де Левена. Он действительно был графом, сыном шведского эмигранта. Он взял шефство над юным браконьером из Вилле-Котре, приобщил его к театру, подтолкнул на путь самообразования и стал его первым соавтором. Именно о нём Дюма мог бы сказать, вслед за д’Артаньяном, что он так помог своим словом и примером воспитанию в нём дворянина. Заметим в скобках, что Левен, как и Атос, одно время тоже сильно закладывал за воротник. Дружба их продолжалась до самой смерти Дюма, и после неё тоже. Его виконтом де Бражелоном стал Дюма-сын: он сделал его своим единственным наследником и оставил ему своё имение Марли. Несколько холодный внешне, как все те люди, которые хотят знать, кого они дарят своей дружбой, ибо не могут дарить её без уважения к человеку, дабы не лишить его потом ни того, ни другого, — несколько холодный внешне, Левен был самым надежным, самым преданным, самым нежным другом для тех, кому удалось растопить лед первого знакомства…».
В книге Гасьена де Куртиля де Сандра «Мемуары д’Артаньяна» Атос является братом Портоса и Арамиса.
В цикле Мир Полудня Стругацких один из героев имеет кличку Атос.

## Кино
- Анри Роллан
  1. сериал Три мушкетёра / Les Trois Mousquetaires (Франция; 1921) режиссёр Анри Диаман-Берже.
  2. 20 лет спустя / Vingt ans après (Франция; 1922) режиссёр Анри Диаман-Берже.
- Леон Бари
  1. Три мушкетёра / The Three Musketeers (США; 1921) режиссёр Фред Нибло.
  2. Железная маска / The Iron Mask (США; 1929) режиссёр Аллан Дуон.
- Пол Лукас — Три мушкетёра (1935)
- Берт Роач — Человек в Железной маске / The Man in the Iron Mask (США; 1939) режиссёр Джеймс Уэйл.
- Ван Хефлин — Три мушкетёра (1948)
- Россано Брацци (Rossano Brazzi) в испано-французском фильме «Клеймо лилии» / Il boia di Lilla (1952).
- Барри Морз — Три мушкетёра (1960)
- Жорж Декриер — Три мушкетёра (1961)
- Оливер Рид — Три мушкетёра: Подвески королевы (1973), Месть миледи (1974), Возвращение мушкетёров (1989)
- Вениамин Смехов — Д’Артаньян и три мушкетёра (1978)[7], Мушкетёры двадцать лет спустя (1992), Тайна королевы Анны или мушкетёры 30 лет спустя (1993), Возвращение мушкетёров, или Сокровища кардинала Мазарини (2009)
- Хосе Феррер — Пятый мушкетёр, или Человек в железной маске (1979)
- Кифер Сазерленд — Три мушкетёра (1993)
- Жан-Люк Бидо — Дочь д’Артаньяна (1994)
- Джон Малкович — Человек в железной маске (1998)
- Ян-Грегор Кремп — Мушкетёр (2001)
- Кристофер Кейзнов — Мадемуазель Мушкетёр (2003)
- Мэтью Макфейден — Мушкетёры (2011)
- Юрий Чурсин — Три мушкетёра (2013)
- Том Бёрк — Мушкетёры (Сериал 2014 — …)
- Венсан Кассель — дилогия «Три мушкетёра» (2023)[8].

## В топонимике
- В честь Атоса в 1855 году участниками американской экспедиции Д. Роджерса была названа гора на чукотском острове Аракамчечен. Впоследствии это название было заменено на чукотское[9].